# EIGHT OF TRIANGLE
EIGHT OF TRIANGLE（エイト オブ トライアングル）は、コンポーザー 遠藤和斗（Kazuto）と、ボーカル 君島零（Ray）と、ボーカル 荒賀新音（Neon）の3人からなる日本のバーチャルアイドルユニット。NeonとKazutoはバーチャルYouTuberとしても活動していた。2015年10月8日に『heart to erode』でデビュー。マネジメントは東映株式会社。所属レコード会社はavex trax。キャラクターデザインは市ヶ谷。2020年3月31日に活動を休止。

## 概略
音楽家を父に持ち、大学時代のバンド活動を経て自らも音楽家を目指していた遠藤和斗と、高校時代からバンド活動を行い、卒業後プロを目指しボーカルとしてバンドを続けていた君島零が、お互いが出演したライブで知り合う。
その後、零のバンドのラストライブで再会して、コンポーザー遠藤和斗（Kazuto）、ボーカル君島零（Ray）の2人からなるユニット『EIGHT OF TRIANGLE』を結成した。
当時、新たに音楽イベントへの進出を考えていた東映が、銀座で路上ライブをやっている2人に出逢い、彼らなら今までに無い東映らしい音楽ライブイベントを実現出来ると東映への所属を説得。
東映の新しいプロジェクトの第1弾アーティストとして2015年10月8日（トーエイの日）に、初の本格的男性バーチャルアイドルユニットとしてデビューした。略称『エイトラ』『EoT』。
2015年11月 デビューシングル『heart to erode』をiTunes、レコチョクにて配信。
ライブは予めプログラムされたCG映像と別録りの歌を合わせるスタイルではなく、リアルタイムモーションキャプチャとリアルタイムレンダリングを活用したスタイルで、アーティスト自らが歌唱やダンスを行っている。舞台上のスクリーンの裏で本人らが実際に歌唱・ダンスをする音声や姿が、客席から見るとスクリーン上の3Dキャラクターにリアルタイムで反映される仕組み。
よって、メンバーは実在する人物が作詞、作曲・編曲、歌唱、ダンス、ラジオ、SNSでの交流等をこなしており、顔出しをしない以外は一般的なアーティストと同じように現実の時間をファンと共に過ごすことが出来る。彼ら自身もこれらを踏まえインタビューやTwitterでエイトラの存在を『掟破りの現実主義』と表現している。
雑誌やCDジャケット等のビジュアルはキャラクターデザインのイラストレーター市ヶ谷が担当。Instagram等のweb媒体ではイラストを写真と表現しイラストレーターではなくPhotratorと表記される。他にInstagramやTwitterでPhotratorとして参加しているのはMeg、竹中。
2016年2月10日からアニメイトタイムズにてwebラジオ『EIGHT OF TRIANGLEのさんかくラジオ』が開始。
2017年1月28日に1stワンマンライブとなる『1st TRIANGLE』を秋葉原P.A.R.M.Sにて開催。
2017年3月29日同日配信の『EIGHT OF TRIANGLEのさんかくラジオ』内で、3rdアルバム制作の為2017年4月から3ヶ月渡米することを発表（同ラジオは終了）。2017年4月9日アメリカ・ニューヨークへ出発し、以降の活動報告はツイキャスやYoutube、JOYSOUNDうたスキミュージックポスト等を通じて配信が行われた。3rdアルバム完成後、2017年7月23日帰国。
2017年7月28日～8月1日に香港コンベンション＆エキシビションセンターで開催される香港動漫電玩節（ACGHK2017）にブース出展およびライブ出演が決まり初の海外進出を果たした。
2017年9月13日からアニメイトタイムズにてwebラジオ2ndシーズンとなる『EIGHT OF TRIANGLEのさんかくラジオ2』が配信開始。第1回放送内（および東映公式）にてボーカルのRayが喉の治療に専念する為活動を休止する旨が報告された。そしてエイトラの活動自体は休止せずRayが作詞、ボーカルは3rdアルバムに参加した荒賀新音（Neon）が新メンバーとして加入し、ユニットとしての活動は継続していく事も発表された。
2017年11月18日～19日に上海で開催したAnimerci 上海动漫音乐节 ALL STAR / A PLATINUM EVENTではブース出展、ステージ出演（Kazuto、Neon）に加え、テーマソング『with you...』も担当。『with you...』にはRay、Neonに加えYOFFY、谷本貴義らもボーカルとして参加した（音源は7thシングル『Resume』に両A面曲として収録されている）。
2018年4月29日に2ndワンマンライブ『LOVE=Triangle』を秋葉原P.A.R.M.Sにて開催。同公演にて2018年内にavex traxからのメジャーデビューと2件のTVタイアップが発表された。
2018年6月15日、病気療養中であった君島零（Ray）が死去したことを、翌16日早朝に所属していた東映の公式ページで公表した。
2018年7月11日、『EIGHT OF TRIANGLEのさんかくラジオ2』第30回放送内にて今後の活動の継続と、1度延期を発表されたTVタイアップ曲を含むシングルCDにRayがボーカルを務めた未発表曲『スプラッシュ』、さきしまコスモタワー展望台のイメージソング『Reserved 天空のS席』を追加しミニアルバムとして2018年7月31日にリリースすることが発表された。
2018年8月9日、TVタイアップ第1弾として作詞・君島零、作編曲・遠藤和斗の『誇れ 気高き 美しき、いきざまを』が、2018年10月スタートのアニメ『学園BASARA』のオープニングテーマとして採用されることが発表された。同時にTBSアニメフェスタ2018へのステージ出演も決定。2018年12月5日に発売されるシングルCDは3形態での販売になっており、エイトラジャケット盤盤A・BにはRayの歌う『zipper』『épice』が原曲のまま、また学園BASARAジャケット盤には『Sweet Jail』が収録されている。
2018年8月18日、TVタイアップ第2弾として4thアルバムcolorful universeに収録されている『Sweet Jail』が、2018年10月スタートのアニメ『終電後､カプセルホテルで、上司に微熱伝わる夜。』の通常版主題歌に採用されることが発表された。
2018年11月24日に3rdワンマンライブ『Colorful△Triangle』を秋葉原P.A.R.M.Sにて開催。同公演後、バーチャルアイドルとしては異例のリアル握手会も行われた。
2018年12月5日、avex traxからメジャーデビュー。同時にメジャーデビューシングル『誇れ 気高き 美しき、いきざまを』が発売。
2019年7月10日、東映特撮VtuberとしてエイトラのYoutube公式チャンネルで『TTFC×エイトラ 東映特撮Vtuberスターダム』の配信を開始。特撮好きのRayとは真逆に特撮に関して全くの素人であるKazutoとNeonが「TTFCアンバサダー」になるべく東映特撮コンテンツを学び、その中で「TTFC（東映特撮ファンクラブ）」の魅力を伝えていくことを目的とした内容。
2019年8月6日からアパレルチェーンのWEGOとのコラボグッズ販売が開始。コラボビジュアルの担当はやまなみ。発売日当日はWEGO TOKYO原宿店にてコラボTシャツのお渡し会イベント・ミニライブを実施。また、コラボタイアップソングの『ミラーガール』が2019年9月4日にデジタルリリースされた。
2020年3月16日、所属事務所の東映株式会社及びエイトラ公式から2020年3月31日を以て活動を休止することが発表された。メンバーのKazuto、Neonはそれぞれ音楽活動を続けていく意思を表明。2020年3月28日にラストシングルの『Don’t Cry』をデジタルリリースする。公式HPは2020年5月31日に閉鎖、各種SNSは公開を続けるが、更新は活動休止とともに停止された。
2021年2月14日21時過ぎ、さんかくラジオ2第57回分のアーカイブ更新に伴い、Youtube公式チャンネルにて同日限定で1stライブの一部が公開された。また、57回アーカイブ配信分のエンディングには未公開画像や休止発表以来となるKazutoからの音声メッセージも共に公開された。

## メンバー
- 君島零（きみしま れい　1993年10月12日 - 2018年6月15日[7]）（Ray）： ボーカル、作詞
  - 身長 173cm、体重 60kg、血液型 O型。ハーフで妹がいる。家族は海外在住。
  - 右耳にピアスをしている[11]。
  - 高校時代からバンド活動を行いプロを目指していたが、メンバーとのケンカが絶えず20歳の時に解散。ラストライブで再会したKazutoに誘われユニットを組んだ。
  - 好きなマンガはバガボンド。
  - 好きな食べ物は辛いもの、カニ、嫌いなものはパクチー、豆腐。
  - 東映のスーパー戦隊シリーズを中心に特撮が好き。
  - じゃがりこ等のお菓子やアイスもよく食べている[12]。猫舌。
  - 夜行性。Twitterでは深夜時間を『君島タイム』[13]と呼んでいる。
  - 2017年9月13日、ラジオ内で病気療養に伴う活動休止を発表。作詞活動やTwitterでのツイートは継続。
  - 2018年6月15日、KazutoがRayの容態悪化を示唆するツイート[14]。同日23時31分死去。24歳没。病名や死因は公表されていない。

- 遠藤和斗（えんどう かずと　1987年11月26日 - ）（Kazuto）： コンポーザー、キーボード
  - 身長 178cm、体重 67kg、血液型 A型。家では眼鏡をかけている。
  - 小学校の時に手にしたピアニカで音楽に目覚め、プロの音楽家の道を目指し大学卒業後に音楽作家の事務所の門を叩く。
  - 子供の頃バレエを習っていた[15]ため姿勢がよく、ダンスも得意。
  - 好きな食べ物はピザ、ビターなチョコレート。嫌いなものは餅（飲み込むタイミングが分からない為[16]）。
  - コーヒーや紅茶、お酒を嗜み特にワインは自宅に300本収納可能なワインセラー[17][18]を所有するほど好んで飲む。
  - 愛車はフォード・エコノラインE150。
  - 自宅に防音完備の簡易スタジオがある。
  - ステージで使用している機材はYAMAHAの「MONTAGE」とROLANDの「JUPITER」。

- 荒賀新音（あらが ねおん　1997年2月27日 - ）（Neon）：ボーカル
  - 身長 175cm、体重 65kg、血液型 AB型。京都出身。両親はミュージシャン。
  - 左耳にピアスをしている。
  - 高校卒業後にニューヨークへ単身音楽留学。現地の音楽プロデューサーを介してエイトラに出逢い、3rdアルバムに参加。Rayの活動休止をきっかけに正式加入する。
  - 高いところは好きだが、絶叫マシンは苦手。
  - 携帯が圏外だと落ち着かない。
  - 甘いものが好きで、特に好きなのはチップスアホイ（チョコチップクッキー）。お酒も甘いお酒が好き。飴は噛む派。
  - お菓子以外ではラーメン、焼肉が特に好き。嫌いなものはグリーンピース。
  - 主に弾ける楽器はベース、ギター、ドラム。ベースやギターは作曲に使う。ドラムは結構得意[19]。
  - アイス[20][21]やタピオカドリンク[22]を好んで飲食している様子が時々Twitterで報告される。

## エピソード
- KazutoもRayもTwitterでのファンとの交流を重視し、毎日の出来事などをつぶやいていた。
- 2人が行った飲食店はTwitterやwebラジオのコーナー内で共有される事があり『食べトラ』としてファンに楽しまれている。
- RayとKazutoの足のサイズは2人とも同じ27.5センチ[23]。
- Kazutoは28歳の誕生日にRayからプレゼントされた亀（ヘルマンリクガメ）を飼っている[24]。亀の名前は『吉元カメトラ△』[25]（Kazuto曰くおそらく雌）[26]。
- マネージャーは『マサさん』で、二人の間にはマサさんの言う事は聞くという暗黙のルール[27]がある。Twitterの公式アカウントでは『masa』としてツイートすることがある。
- Rayは東映の戦隊シリーズが子どもの頃から好きで、公開された映画を観に行ったり[28][29]変身ベルト等の玩具を集める様子[30][31]が度々Twitterで上げられている。
- 2人は歩いて5分ほどの近所に住んでおり、RayがKazutoの家に泊まりに行くことがよくある。Kazutoの家のゲストルームにはRayのスエットが置きっぱなしになっているほど。
- Rayは料理が得意で、殆ど自炊をしないKazutoに手料理を振る舞うことがある。
- ラジオでの企画で料理をする機会があっても頑なに食べる専門を貫いていたKazutoだが、2017年1月7日の新春生配信にて初めておにぎりを作った。塩を振らずに握ったため試食したRay曰く『味薄い』。
- Rayがマグロを食べたがっていた[32]ことをきっかけにさんかくラジオで数々の漁港にロケへ訪れ、リスナーへのマグログッズや本物のマグロプレゼント企画、1stライブでは『épice』の曲に合わせマグロを釣り上げる等の動きを振り付けとして取り入れたりしたことから、自分たちを度々『マグロアイドル[33]』と名乗る。更にその後2ndライブではラジオで数々のカレー店にロケに訪れていたことや、彼ら自身が毎週月曜日をカレーの日としていること[34]にちなんで、同曲に合わせた新たな振り付けを公開し『カレーアイドル[35]』とも。また、アルバムの購入者特典で当選したファンとの直電話企画を毎回行っていることから『電話アイドル[36]』、ロケ先で神社に参拝に行くことも多いため『神頼みアイドル』とも名乗っており、アイドルとしては少々ネタ色の強い呼称が次々生み出されている。
- ニューヨークではコンドミニアムで共同生活をしている事がツイキャスでの配信で明かされた。
- 2017年に加入したNeonからはそれぞれ『零くんさん』[37]『和斗さん』と呼ばれている。
- Neonは東京で生活を始めるにあたり、マネージャーの勧めでRayやKazutoの住んでいる近所へ引っ越したとラジオで明かした。
- 2ndライブでは、1部・2部の通し券を購入したファンを対象に2部終了後アンプラグドライブを行った。そこでは休止中のRayへの思いを込めたRay作詞作曲のadagioをKazutoとNeonが唄いあげた。
- 4thアルバムに収録されている『Sweet Jail』はRayのワードメモからピックアップした歌詞にKazutoが加筆し完成させた初の連名作詞[38]になっている。
- 2018年8月末、エイトラ公式ツイッターアカウントの誕生日をデビュー年月日に設定したところ、Twitter社から13歳以下と認識され一時アカウントが停止になる事態があった。
- メジャーデビュー兼8thシングル『誇れ 気高き 美しき、いきざまを』にカップリングとして収録される新曲『ロックオン』は、RayとNeonの共同作詞。3rdライブで初披露された。
- 3rdライブでは、終演後8thシングル事前予約者を対象にした特典としてリアル握手会が開催された。リアル握手会の内容はファンがアイマスクを装着し、ブース内のメンバーのもとへ誘導され実際にKazutoやNeonと握手・会話できるというもの。その後同形式でのリアル握手会が度々開催されるようになる。
- 2019年4月28日エイベックス株式会社本社ビルにて行われた『平成最後のエイトラミーティング』では、webラジオにてリスナーから募集していたファンの公称を『エイトラビッツ』とすることが発表された。
- 9thシングルのカップリング曲『さんかくなラジオ』はRay、Kazuto、Neonの綴った歌詞と、2018年8月5日に行われた『EIGHT OF TRIANGLE SUMMER EVENT 2018 at avex』でファンから募ったワードとをあわせたアーティストとファンによる共同作詞の楽曲となっている。
- メジャー2ndの『FLASH』、3rdの『ミラーガール』はデジタルリリースだが、配信サイトに加えそれぞれアクリルキーホルダーやコンパクトタイプのミラーから直接QRコードを読み込むような仕様で、従来とは異なったリリース方法となっている。

## ディスコグラフィ
シングル
| 枚           | 配信・発売日  | タイトル                       | 規格                                                                        | 作詞         | 作曲              | 編曲              | 収録アルバム      |
| ------------ | ------------- | ------------------------------ | --------------------------------------------------------------------------- | ------------ | ----------------- | ----------------- | ----------------- |
| 1st          | 2015年11月4日 | heart to erode                 | ダウンロード                                                                | 君島零       | 遠藤和斗          | 遠藤和斗          | THE TRIANGLE      |
| 2nd          | 2016年1月20日 | スノードーム                   | ダウンロード                                                                | 君島零       | 遠藤和斗          | 遠藤和斗          | THE TRIANGLE      |
| 3rd          | 2016年1月27日 | adagio                         | ダウンロード                                                                | 君島零       | 君島零            | 遠藤和斗          | THE TRIANGLE      |
| 4th          | 2016年6月8日  | シースルー                     | ダウンロード                                                                | 君島零       | 遠藤和斗          | 遠藤和斗          | épice             |
| 5th          | 2016年10月8日 | zipper                         | ダウンロード                                                                | 君島零       | 遠藤和斗          | 遠藤和斗          | épice             |
| 6th          | 2017年2月14日 | NO.6-虹星-                     | ダウンロード CD（東映オンラインショップ・イベント会場等）                   | 君島零       | 遠藤和斗          | 遠藤和斗          | (épiceでの欠番曲) |
| 7th          | 2018年2月27日 | Resume                         | CD（東映オンラインショップ）                                                | 君島零       | 遠藤和斗          | 遠藤和斗          |                   |
| 8th          | 2018年12月5日 | 誇れ気高き、美しき、いきざまを | ダウンロード（TV版2018年10月4日先行配信） CD                                | 君島零       | 遠藤和斗 深澤祐貴 | 遠藤和斗 久下真音 |                   |
| 9th          | 2019年7月7日  | FLASH                          | ダウンロード ダウンロード用QRコード付きアクリルキーホルダー（アニミュゥモ） | 荒賀新音     | 遠藤和斗、朴優尊  | 遠藤和斗、朴優尊  |                   |
| 10th         | 2019年9月4日  | ミラーガール                   | ダウンロード ダウンロード用QRコード付きミュージックミラー（アニミュゥモ）   | 荒賀新音     | 遠藤和斗、Farvo   | 遠藤和斗、Farvo   |                   |
| 11th（Last） | 2020年3月28日 | Don’t Cry                      | ダウンロード                                                                | 公式発表なし | 遠藤和斗          | 公式発表なし      |                   |

アルバム
オリジナルアルバム
| 枚  | 配信・発売日   | タイトル               | 規格                             | 規格品番     |
| --- | -------------- | ---------------------- | -------------------------------- | ------------ |
| 1st | 2016年3月23日  | THE TRIANGLE           | ダウンロード CD                  | IKCM-1005    |
| 2nd | 2016年12月24日 | épice                  | CD（アニメイト専売）             | TMPF-5011～2 |
| 3rd | 2017年7月26日  | 8 tracks from New York | ダウンロード CD（IAA STORE通販） | -            |
| 4th | 2018年7月31日  | colorful universe      | CD（東映オンラインショップ）     | -            |

### 特典他限定音源
| 枚  | 配布開始日     | タイトル                                                | 規格            | 備考 |
| --- | -------------- | ------------------------------------------------------- | --------------- | --- |
| 1st | 2016年12月24日 | ONSEN                                                   | CD              | 1stアルバムと2ndアルバムの同時購入特典。 歌ではなくRayとKazutoが温泉に行った際の会話が収録されている。 |
| 2nd | 2017年1月28日  | デモCD                                                  | CD-R            | 1stライブ物販にて1stアルバム購入者に配布。 エイトラがデビュー前に東映に送ったデモ音源のコピー。 レーベルはKazutoによる手書き。 3rdアルバムにリアレンジ版が収録されている。 1. Signal 2. Stop Motion |
| 3rd | 2017年3月下旬  | なし（特典ボイス）                                      | MP3             | 6thシングルを東映オンラインショップで期間中に購入し申し込むと（2017年2月20日締切済） RayまたはKazutoからのMP3ボイスデータが届く（1枚につきメンバー1人を指定可能）。 ボイス内容は20文字以内の文章を申し込み、後日メールにて読み上げたボイスデータが送付される形式。 |
| 4th | 2017年10月中旬 | Studio Live in New York City Limited Edition May14,2017 | CD              | ニューヨーク滞在中に行ったスタジオライブの音源。 3rdアルバム購入者限定抽選応募特典（当選者数30名）。 1. JAM SESSION 2. ZIPPER SESSION 3. LISTEN TO MY HEART VERSION 1 4. LISTEN TO MY HEART VERSION 2 5. NO.6NIJI-HOSHI 6. ENDING SESSION |
| 5th | 2019年7月中旬  | なし（特典ボイス）                                      | MP3             | 2019年7月9日開催『FLASH』発売記念！ボイスプレゼント会」 9thシングル（メジャー2nd）『FLASH』をMUVUSで期間中に購入し申し込むと（2019年7月6日締切済） 注文数に応じてKazuto、NeonからのMP3ボイスデータが届く。 字数・時間制限内で希望するメッセージ、テーマに沿った自由演技を読み上げてもらうことが可能。 特典の種類は以下の通り。 1.一言コメントNeon 2.一言コメントKazuto 3.注文者名前呼びロングコメントNeon 4.注文者名前呼びロングコメントKazuto 5.注文者名前呼びロングコメントNeon&Kazuto 6.注文者名前前呼び30秒エイトラ劇場（即興劇。Neon&Kazuto）＆サイン入りB2ポスター 参加者全員特典：オリジナル待受画像 ツイキャス内での読み上げも実施（読み上げは希望者のみ）。 |
| 6th | 2019年8月上旬  | なし（特典ボイス）                                      | MP3 コース5のみ | 2019年7月27日開催『FLASH』発売記念「夏休みネットサイン会」 9thシングル（メジャー2nd）『FLASH』をMUVUSで期間中に購入し申し込むと（2019年7月24日締切済） 注文数に応じてKazuto、Neonからのサイン入りグッズやMP3ボイスデータが届く。ボイスデータは制限時間内で希望するテーマを演じてもらうことが可能。 特典の種類は以下の通り。 1.Neonサイン入りオリジナルしおり 2.Kazutoサイン入りオリジナルしおり 3.Neonサイン・注文者名前入りラジオ体操カード 4.Kazutoサイン・注文者名前入りラジオ体操カード 5.Neon＆Kazutoサイン・注文者名前入り紙うちわ+注文者名前呼び30秒エイトラ劇場（自由演技・MP3） 参加者全員特典：オリジナル待受画像 サイン入りグッズはツイキャス内でサインを入れる様子を配信し、注文者の名前呼び（希望者のみ）も実施。 |
| 7th | 2019年9月中旬  | なし（特典ボイス）                                      | MP3 コース5のみ | 2019年9月4日開催『ミラーガール』発売記念ネットサイン会 10thシングル（メジャー3rd）『ミラーガール』をMUVUSで期間中に購入し申し込むと（2019年8月31日締切済） 注文数に応じてKazuto、Neonからのサイン入りグッズやMP3ボイスデータが届く。ボイスデータは制限時間内で希望するテーマを演じてもらうことが可能。 特典の種類は以下の通り。 1.Neonサイン入りジャケットビジュアルポストカード 2.Kazutoサイン入りジャケットビジュアルポストカード 3.Neonサイン・注文者名前入りファッションマガジン「Neon」表紙ビジュアルカード 4.Kazutoサイン・注文者名前入りファッションマガジン「Kazuto」表紙ビジュアルカード 5.Neon＆Kazutoサイン・注文者名前入り着回しコーディネートカード+注文者名前呼び30秒エイトラ劇場（自由演技・MP3） 参加者全員特典：オリジナル待受画像 サイン入りグッズはツイキャス内でサインを入れる様子を配信し、注文者の名前呼び（希望者のみ）も実施。                                                                               |
| 8th | 2019年9月下旬  | なし（特典ボイス）                                      | MP3 コース7のみ | 2019年9月25日開催 祝！Neon加入記念日！『ミラーガール』ネットサイン会 10thシングル（メジャー3rd）『ミラーガール』をMUVUSで期間中に購入し申し込むと（2019年9月22日締切済） 注文数に応じてNeonからのサイン入りグッズやMP3ボイスデータが届く。ボイスデータは制限時間内で希望するテーマを演じてもらうことが可能。 特典の種類は以下の通り。 1.Neonサイン入り「Neonの格言ポストカード」A 2.Neonサイン入り「Neonの格言ポストカード」B 3.Neonサイン・お客様お名前入り「なりきりNeonお面カード」A 4.Neonサイン・お客様お名前入り「なりきりNeonお面カード」B 5.Neonサイン・お客様お名前入り「約40cmおっきな全身Neonカード」A 6.Neonサイン・お客様お名前入り「約40cmおっきな全身Neonカード」B 7.Neonサイン・お客様お名前入り「大集合だよNeonくんポスター」+注文者名前呼び30秒エイトラ劇場（自由演技・MP3） 参加者全員特典：オリジナル待受画像 サイン入りグッズはツイキャス内でサインを入れる様子を配信し、注文者の名前呼び（希望者のみ）も実施。 |

## Webラジオ
『EIGHT OF TRIANGLEの さんかくラジオ』のタイトルで、2016年2月10日よりアニメイトタイムズにて配信。毎週水曜日更新。パーソナリティはRay、Kazuto、中倉隆道。
RayとKazutoの渡米を理由に2017年3月29日配信の第60回を最終回とし番組は一旦終了と発表された。
過去の放送は全60回をYoutube公式チャンネル内にてアーカイブ配信済。
2017年7月23日に特別番組『帰国記念スペシャル』をYoutubeにて配信。
2017年9月13日よりアニメイトタイムズにて『EIGHT OF TRIANGLEのさんかくラジオ2』が隔週水曜日配信で開始。パーソナリティはKazuto、Neon、中倉隆道。
2019年6月26日配信の第57回を以て配信を終了した。エイトラのYoutube公式チャンネル内にて順次アーカイブ配信中。

## Vtuber
2019年7月10日からYoutubeのエイトラ公式チャンネルにて『TTFC×エイトラ 東映特撮Vtuberスターダム』の配信が開始。通称『特スタ』。隔週水曜日配信。出演はKazuto、Neon。
東映に所属しながらもRayとは対照的に特撮の知識が皆無なKazutoとNeon。
両者が”TTFC（東映特撮ファンクラブ）の広報隊長「TTFCアンバサダー」になるべく東映特撮作品を勉強していく様子を記録した、涙ぐましい成長物語”というコンセプトで開始された。
東映特撮作品にまつわるゲストも出演することがある。
配信に先駆けて2019年7月7日に第0話が公開され、以降隔週水曜日に配信。

### 過去の出演ゲスト
- ギャラス - シリーズ怪獣区 ギャラス
- 松本寛也 - 宇宙戦隊キュウレンジャー、スーパー戦隊親善大使

## 2017年NY滞在中の配信
- 2017年4月29日～ - JOYSOUNDうたスキミュージックポストにて『The Triangle』 『シースルー』を期間限定カラオケ配信開始。
- 2017年5月14日 - ツイキャスにて『エイトラ生配信from New York』配信。ニューヨークから録音メンバーと共にスタジオでの音合わせを兼ねたセッション、生活の報告等。
- 2017年5月24日 - ツイキャスにて『エイトラ生配信from New York 第2弾』配信。ニューヨークでの生活、3rdアルバム楽曲制作の様子等。
- 2017年5月31日～ - JOYSOUNDうたスキミュージックポストにて『エイトラニューヨークだより』を配信開始。以降、毎週水曜日配信。全8回。
- 2017年6月4日 - ツイキャスにて『エイトラ生配信from New York 第3弾』配信。3rdアルバム制作の進捗や生活の報告等。
- 2017年6月16日 - ツイキャスにて『エイトラ生配信from New York 第4弾』配信。3rdアルバムにゲストボーカルとして参加する荒賀新音の紹介等。
- 2017年7月2日 - Youtubeにて『エイトラニューヨーク通信』配信。アルバムの進捗やオフの報告、新曲紹介等。
- 2017年7月16日 - Youtubeにて『エイトラニューヨーク通信』配信。アルバム完成報告、オフの報告、新曲紹介等。

## メジャータイアップ
- TVアニメ『学園BASARA』 - オープニングテーマ『誇れ 気高き 美しき、いきざまを』
- TVアニメ『終電後､カプセルホテルで、上司に微熱伝わる夜。』 - 通常版主題歌『Sweet Jail』

## ライブ・ステージ出演
- 2017年1月28日 - ワンマンライブ『1st TRIANGLE』　会場：秋葉原P.A.R.M.S（パセラリゾーツAKIBAマルチエンターテインメント）
- 2017年7月29日 - 香港動漫電玩（ACGHK2017）　会場：香港コンベンション＆エキシビションセンター
- 2017年11月18日～19日 - Animerci 上海动漫音乐节 ALL STAR / A PLATINUM EVENT　会場：上海跨国采購会展中心
- 2018年4月29日 - ワンマンライブ『LOVE=Triangle』　会場：秋葉原P.A.R.M.S（パセラリゾーツAKIBAマルチエンターテインメント）
- 2018年8月18日 - TBSアニメフェスタ2018　会場：文京シビックホール
- 2018年11月24日 - ワンマンライブ『Colorful△Triangle』　会場：秋葉原P.A.R.M.S（パセラリゾーツAKIBAマルチエンターテインメント）
- 2019年8月6日 - トーク＆ミニライブ＋コラボTシャツお渡し会　会場：WEGO TOKYO原宿店

## イベント（単独・コラボレーション・タイアップ・グッズ）
- 2016年3月23日～3月27日 - 秋葉原男装喫茶『QUEEN DOLCE』にて1stアルバム『THE TRIANGLE』コラボカフェ開催。Ray、Kazutoのイメージカクテル提供。
- 2016年4月30日～5月8日 - さきしまコスモタワー（大阪府咲洲庁舎展望台）にてタイアップイベント開催。コラボグッズ販売、アナウンス・BGM放送（以後コラボイベント時はアナウンスやBGMがエイトラ仕様）。同期間会場内にてコラボカフェ同時開催。
- 2016年8月11日～8月14日 - 浅草花やしきにて『エイトラ夏祭り』東京開催『EIGHT OF TRIANGLE×花やしき』開催。コラボグッズ販売、パネル展示、Kazuto作業スペース展示、Rayギター他展示。
- 2016年8月20日～8月28日 - さきしまコスモタワー（大阪府咲洲庁舎展望台）にて『エイトラ夏祭り』大阪開催『EIGHT OF TRIANGLE×COSMO TOWER』開催。展示内容は花やしきと同様。同期間会場内にてコラボカフェ同時開催。
- 2017年1月27日～1月29日 - 秋葉原男装喫茶『QUEEN DOLCE』にて1stライブ『1stTRIANGLE』記念コラボカフェ開催。Ray、Kazuto、épiceのイメージカクテル提供。
- 2017年4月29日～5月7日 - さきしまコスモタワー（大阪府咲洲庁舎展望台）にてタイアップイベント開催。グッズ販売、パネル展示、コラボ酒試飲販売。同期間会場内にてコラボカフェ同時開催。
- 2017年5月15日～2018年 - 天星酒造株式会社とのコラボレーションで『零酒』『和斗酒』を受注販売（2017年4月28日より予約開始。2019年販売終了を確認）。
- 2017年8月1日～8月20日 - 東映太秦映画村にて『エイトラ夏祭り2017京都』開催。コラボグッズ販売、パネル展示。
- 2017年8月5日～8月6日 - 秋葉原男装喫茶『QUEEN DOLCE』にて『エイトラ夏祭り2017秋葉原』コラボカフェ開催。Ray、Kazutoのイメージカクテル提供。
- 2017年8月12日～8月20日 - さきしまコスモタワー（大阪府咲洲庁舎展望台）にて『エイトラ夏祭り2017大阪』開催。エイトラ撮影のNY写真、パネル展示、グッズ販売。同期間会場内にてコラボカフェ同時開催。
- 2017年8月26日 - 丸の内TOEI②にて『エイトラ夏祭り2017東映』開催。『1st TRIANGLE』上映会およびエイトラセレクトのプレゼント抽選会。
- 2017年10月8日 - 秋葉原レンタルスペースBOOKSにて2周年記念イベント『エイトラ・バースデイ2017』開催。パネル展示、Rayへの寄せ書き、Rayギター展示、グッズ販売。
- 2018年1月18日～2月28日 - カラオケの鉄人一部店舗にて『EIGHT OF TRIANGLE×カラオケの鉄人』開催。カラオケ配信、特典付きコラボメニュー、コラボドリンク販売、ラジオ連動特典配布。グッズ販売（池袋東口店のみ）。
- 2018年4月27日～4月29日 -  秋葉原男装喫茶『QUEEN DOLCE』にて2ndライブ『LOVE=Triangle』記念コラボカフェ開催。Kazuto、Neonのイメージカクテル提供。
- 2018年8月5日 - エイベックス株式会社本社ビルにて『EIGHT OF TRIANGLE SUMMER EVENT 2018 at avex』開催。エイトラのこれまでに関する展示、webラジオの公開収録等。
- 2018年12月22日 - ツイキャスの配信にて『メジャーデビューシングル発売記念 クリスマスネットサイン会』開催。MUVUSからのCD予約購入者を対象にしたネットサイン会。
- 2019年2月23日 - ツイキャスの配信にて『お誕生日だよNeonくん！Happy Birthdayツイキャス -ネットサイン会もあるよ-』開催。Neonの誕生日祝いとMUVUSからのCD予約購入者を対象にしたネットサイン会。
- 2019年4月28日 -  エイベックス株式会社本社ビルにて『平成最後のエイトラミーティング』開催。Webラジオの公開収録、グッズ販売、リアル握手会。
- 2019年7月9日 - ツイキャスの配信にて『「FLASH」発売記念！ボイスプレゼント会』開催。MUVUSからのミュージックアクリルキーホルダー購入者を対象にしたボイスの読み上げ会。
- 2019年7月27日 - ツイキャスの配信にて『「FLASH」発売記念！「夏休みネットサイン会』開催。MUVUSからのミュージックアクリルキーホルダー購入者を対象にしたネットサイン会。
- 2019年8月6日～ - アパレルチェーンWEGOとのコラボレーションでコラボTシャツを販売。また同日WEGO TOKYO原宿店にてトーク＆ライブ、コラボTシャツとタイアップソング先行予約者先着100名を対象にしたTシャツお渡し会を開催。
- 2019年9月4日 - ツイキャスの配信にて『「ミラーガール」発売記念ネットサイン会』開催。MUVUSからのミュージックミラー購入者を対象にしたネットサイン会。また、9月10日までの期間でLINE MUSIC再生回数プレゼントキャンペーン[41]も実施。
- 2019年9月25日 - ツイキャスの配信にて『祝！Neon加入記念日！「ミラーガール」ネットサイン会』開催。MUVUSからのミュージックミラー購入者を対象にしたネットサイン会。

## ゲスト出演
- 2016年4月21日放送 - コミュニティFM『週刊メディア通信』ゲスト出演（Ray、Kazuto）
- 2018年2月2日配信 - 東映公認 鈴村健一・神谷浩史の仮面ラジレンジャー コメントゲスト出演（Kazuto、Neon）
- 2018年6月30日劇場公開 - 　映画『宇宙戦隊キュウレンジャーVSスペース・スクワッド』カメオ出演[42]（Kazuto、Neon）
- 2018年10月期配信・放送 - アニメ『終電後､カプセルホテルで、上司に微熱伝わる夜。』第1話・第10話 新井和男役（CV.荒賀新音）
- 2019年1月23日開催 - 日本武道館『超英雄祭 KAMEN RIDER × SUPER SENTAI LIVE & SHOW 2019』 オープニング前諸注意ナレーション（Kazuto、Neon）
- 2019年6月実装 - スマートフォン専用RPG『ファイブキングダムー偽りの王国―』アングル役（CV.荒賀新音）

## WEB掲載情報
- 東映から男性バーチャルアイドルユニットがデビュー　日刊スポーツ 2015年10月8日配信
- 初音ミクだけじゃない　“男性版”バーチャルアイドルユニットが登場！産経ニュース - 2015年10月17日配信
- 東映からバーチャルアイドル「EIGHT OF TRIANGLEデビュー」音楽ナタリー - 2015年10月8日配信
- 音楽で勝負する”史上初の男性バーチャルアイドル”誕生きたー！　東映の「バーチャルアイドルプロジェクト」発表会に潜入 - ねとらぼ-2015年10月8日配信
- 東映から新時代のスター誕生!?男性バーチャルアイドルユニット「EIGHT OF TRIANGLE」デビュー!!　アニメイトTV - ウェイバックマシン（2015年10月10日アーカイブ分） - 2015年10月8日配信
- 東映プロデュース、男性バーチャルアイドル「EIGHT OF TRIANGLE」デビュー　ライブ中心に音楽活動 ITmediaニュース - 2015年10月8日配信
- 東映初の本格的男性バーチャルアイドルユニット“EIGHT OF TRIANGLE”がデビュー決定！電撃Girl'sStyle - 2015年10月19日配信
- 東映バーチャルアイドルユニット「EIGHT OF TRIANGLE」、ついにデビュー曲の配信情報が明らかに | アニメイトタイムズ - 2015年11月4日配信
- 東映初の男性バーチャルアイドルユニットに直撃！　2人だからこそできた音楽の形に注目してほしい――【音楽編】 | アニメイトタイムズ - 2015年12月24日配信
- 東映初の男性バーチャルアイドルユニットに直撃！　Rayさんは、面倒見がいい女性が好き？【プライベート編】 | アニメイトタイムズ - 2015年12月25日配信

- 東映バーチャルアイドルユニット「EIGHT OF TRIANGLE」、ついに1stアルバムが発売!?　ジャケットも公開に | アニメイトタイムズ - 2016年2月1日配信
- 東映初の男性バーチャルアイドルユニット『EIGHT OF TRIANGLE』がラジオを通して伝えたいコト | アニメイトタイムズ - 2016年2月21日配信
- 東映のバーチャルアイドルユニット『EIGHT OF TRIANGLE』のドキドキな“キス顔”!?　前代未聞なタイアップの裏側 | アニメイトタイムズ - 2016年3月9日配信
- 東映の男性バーチャルアイドル『EIGHT OF TRIANGL』アルバム収録秘話―サイキックラバー・IMAJOとのコラボ曲は神!? | アニメイトタイムズ - 2016年3月18日配信
- 東映バーチャルアイドルユニット「EIGHT OF TRIANGLE」ゴールデンウィークに大阪・コスモタワー展望台とコラボ！ | アニメイトタイムズ - 2016年5月3日配信
- 東映プロデュースの男性バーチャルアイドルユニット・EIGHT OF TRIANGLEの第4弾シングル「シースルー」が配信決定！ | アニメイトタイムズ - 2016年6月5日配信
- 東映プロデュースのバーチャルアイドルユニット「EIGHT OF TRIANGLE」、待望のオフィシャルグッズが販売開始！ | アニメイトタイムズ - 2016年6月16日配信
- バーチャルアイドルユニット・EIGHT OF TRIANGLEの第5弾シングル「zipper」が配信決定！ジャケット公開 | アニメイトタイムズ - 2016年9月20日配信
- 「EIGHT OF TRIANGLE」バーチャルタイアップ第2弾&デビュー1周年記念最新曲発表！ | アニメイトタイムズ - 2016年10月10日配信
- アトリエ・マギのアニメイトガールズフェスティバル2016出展情報が公開！　『アイ★チュウ』や『スタミュ』などのグッズが販売 | アニメイトタイムズ - 2016年10月18日配信
- 本格的男性バーチャルアイドルユニット・EIGHT OF TRIANGLE、待望の2ndアルバム『épice』が12/24に発売！｜DIGA Oonline - 2016年11月22日配信
- バーチャルアイドルユニット「EIGHT OF TRIANGLE」2ndアルバム「épice (エピス)」発売記念インタビュー!? | アニメイトタイムズ - 2016年12月24日配信

- 「EIGHT OF TRIANGLE」第6弾シングル『NO.6-虹星-』が東映eSHOPにて限定販売スタート！ | アニメイトタイムズ - 2017年2月14日配信
- これぞライブの醍醐味! “生”にこだわった新世代バーチャルアイドル「EIGHT OF TRIANGLE」の1stライブを体感 GetNaviweb - 2017年2月16日配信
- 「EIGHT OF TRIANGLE」がニューヨークへ！　それに紐づき、ラジオ「EIGHT OF TRIANGLEのさんかくラジオ」が、3月29日配信の第60回をもって終了！ | アニメイトタイムズ - 2017年3月31日配信
- 男性バーチャルユニット「EIGHT OF TRIANGLE」1stLIVEの上映会が開催決定！　サイン入りグッズや、プレゼントの抽選企画を予定 | アニメイトタイムズ - 2017年8月14日配信
- バーチャルアイドル 君島零（EIGHT OF TRIANGLE）が喉の不調で活動休止 KAI-YOU - 2017年9月14日配信
- 男性バーチャルユニット「EIGHT OF TRIANGLE」の君島零さんが喉の治療のため活動を休止。治療に専念しながらも作詞活動は継続 | アニメイトタイムズ - 2017年9月14日配信
- 新世代の男性バーチャル・ユニット「EIGHT OF TRIANGLE」に新メンバー加入！　Neon のビジュアルを大公開 | アニメイトタイムズ - 2017年9月21日配信
- 男性バーチャル・ユニット“エイトラ”の2周年イベントが開催！  Pash!+ パッシュプラス - 2017年10月8日配信
- 「EIGHT OF TRIANGLE」のビッグタオル発売！お風呂上りにこれで身体を覆ったら身体が火照りまくるかも…… | おたぽる - 2017年11月13日配信
- 新世代の男性バーチャル・ユニット“エイトラ”（EIGHT OF TRIANGLE）活動休止中のRayも含めた3ショットのビッグタオルが新登場！ | アニメイトタイムズ - 2017年11月14日配信
- 新世代の男性バーチャル・ユニット“エイトラ“初の上海ライブを敢行!?「バーチャル・ユニット×生バンド」豪華絢爛なコラボに6000人の観客熱狂！ | アニメイトタイムズ - 2017年11月23日配信
- “エイトラ”2ndライブが新曲を携え2018年4月29日開催決定。ニューシングルも2月発売予定 ｜ガルスタオンライン - 2017年12月24日配信

- 『東映公認　鈴村健一・神谷浩史の仮面ラジレンジャー』バーチャル・ユニット「EIGHT OF TRIANGLE」が、2/2にコメントゲスト出演！ | アニメイトタイムズ - 2018年1月31日配信
- 「EIGHT OF TRIANGLE」ニューシングル「Resume」より、ジャケ写解禁！　バレンタインに特典付き事前予約スタート | アニメイトタイムズ - 2018年1月31日配信
- バーチャル・ユニット「EIGHT OF TRIANGLE（エイトラ）」2ndライブ＆最新曲インタビューより、【新曲リリース編】を大公開 | アニメイトタイムズ - 2018年2月7日配信
- 男性バーチャル・ユニット“エイトラ”、新ライブビジュアル解禁！　チケット一般発売は3/11から！ | 超！アニメディア - 2018年3月10日配信
- 【インタビュー】超！アニ初登場のバーチャル・ユニット「EIGHT OF TRIANGLE」は“マグロアイドル”だった！？ | 超！アニメディア - 2018年3月11日配信
- 【インタビュー】バーチャル・ユニット「EIGHT OF TRIANGLE」単独インタビュー第2弾！　Neonは不思議ちゃん、Kazutoは爪楊枝を出すのが得意！？ | 超！アニメディア - 2018年3月14日配信
- 目指しているのはマグロアイドル!? 国内2度目のライブを控える「EIGHT OF TRIANGLE」に聞いたライブへの意気込み | アニメイトタイムズ - 2018年4月27日配信
- “EIGHT OF TRIANGLE”メジャーデビュー＆TVタイアップ決定。2ndライブ公式レポートも | ガルスタオンライン - 2018年5月2日配信
- 新時代のアイドル降臨！！メジャーデビューがあのエイベックスから決まり、さらにTVタイアップも決定！新たなジャンル「バーチャルユニット」エイトラ第二章開幕！ | decolum - 2018年5月3日配信
- 【レポート】男性バーチャル・ユニット“エイトラ”の2ndライブで発表！メジャーデビュー＆テレビタイアップ2件 | 超！アニメディア - 2018年5月16日配信
- EIGHT OF TRIANGLEの君島零が死去 - 音楽ナタリー - 2018年6月16日配信
- 「EIGHT OF TRIANGLE(エイトラ)」のインディーズラストアルバム『colorful universe』7月31日緊急リリース！ | アニメイトタイムズ - 2018年7月12日配信
- TVアニメ『学園BASARA』第2弾キービジュアル＆追加キャスト公開。OPはバーチャルアイドル“エイトラ”！ - Pash!+ パッシュプラス - 2018年8月9日配信
- 謎の新人男性ユニット「EIGHT OF TRIANGLE」がTVアニメ『学園BASARA』のオープニングテーマ曲に！一体何者なのか？ - 2018年8月12日配信
- 【イベントレポート】「TBSアニメフェスタ」第1部＆第2部、エヴァ×シンカリオン裏話やラジオ公開収録も（写真58枚） - コミックナタリー - 2018年9月3日配信
- 新世代の男性バーチャル・ユニット“エイトラ”がまさかの握手会！？EIGHT OF TRIANGLEの3rdライブ開催決定！ | 超！アニメディア - 2018年9月22日配信
- TVアニメ『学園BASARA』男性バーチャルアイドル“エイトラ”が歌うOP「誇れ 気高き 美しき、いきざまを」12月5日発売！　ジャケットビジュアル初公開 | アニメイトタイムズ - 2018年10月4日配信
- 男性バーチャルアイドル“EIGHT OF TRIANGLE”のヴォーカル・Neonがまさかの声優に!! | ガルスタオンライン - 2018年10月8日配信
- メンバーの死を乗り越えたEIGHT OF TRIANGLEに見る　“バーチャル男性アイドル”の可能性 | RealSound Tech - 2018年11月7日配信
- 男性バーチャル・ユニット「EIGHT OF TRIANGLE」11月24日に3rdライブ開催！ 「リアル握手会」の全貌が公開！ メジャーデビューシングルの予約特典会も実施決定！ ｜Girls_Style - 2018年11月13日配信
- 東映バーチャルアイドル“エイトラ”新作CDで「エイトラ×学園BASARA」奇跡のコラボ缶バッジが店舗特典に｜ガルスタオンライン - 2018年11月17日配信
- バーチャルアイドルなのにリアル握手会も！エイトラ3rdライブ『Colorful▽Triangle』にファン大熱狂！｜映画情報どっとこむ - 2018年11月25日配信
- 【触れるバーチャルアイドル!?】EIGHT OF TRIANGLEライブ、リアル握手会レポ＆インタビュー - 2018年12月12日配信

- 客単価はリアルの5倍、東映が挑戦するバーチャルアイドル | 日経 xTECH（有料記事） - 2019年2月12日配信
- バーチャルアイドル“エイトラ”、伝説のリアル握手会が再び！ 令和最初の七夕に第2弾シングル発売決定｜ガルスタオンライン - 2019年4月18日配信
- バーチャルアイドルなのに接触イベ実施!?目隠しのハグや顎クイに女性ファン鼻血！ EIGHT OF TRIANGLE“リアル握手会”体験動画公開|ガジェット通信 GetNews  - 2019年4月29日配信
- EIGHT OF TRIANGLE、メジャー第2弾シングル『FLASH』“暗い雨の中、エイトラが光を放つ” メインビジュアル＆ティザーPVが初解禁！ - 2019年6月14日配信
- スマホ専用RPG　『ファイブキングダム―偽りの王国―』 EIGHT OF TRIANGLEとのコラボレーション遂に実現!!荒賀新音（vo）が声優を務める新キャラクター「アングル」がついに登場！ - 2019年6月21日配信
- EIGHT OF TRIANGLE、待望の特撮Vtuberデビュー決定！『TTFC×エイトラ 東映特撮Vtuberスターダム』新番組始動！気になる第１回は… - 2019年7月7日配信
- 東映のバーチャルアイドル「EIGHT OF TRIANGLE」がVTuberデビュー！ 特撮怪獣とコラボ ｜ MoguLive - 2019年7月11日配信
- エイトラがWEGOとタイアップ！ バーチャルアイドルから直接コラボTシャツを受け取れる“お渡し会”も実施 ｜ ガルスタオンライン - 2019年7月12日配信
- バーチャルアイドル「EIGHT OF TRIANGLE」新曲はアパレルブランド「WEGO」タイアップソング！メンバーによる「コラボTシャツお渡し会」も | ガジェット通信 GetNews - 2019年8月1日配信
- 怪獣と対談するVTuberの衝撃…東映の強み逆手に取る“特撮の素人”設定の舞台裏 | ENCOUNT - 2019年11月11日配信